# حدائق باراكا السفلى

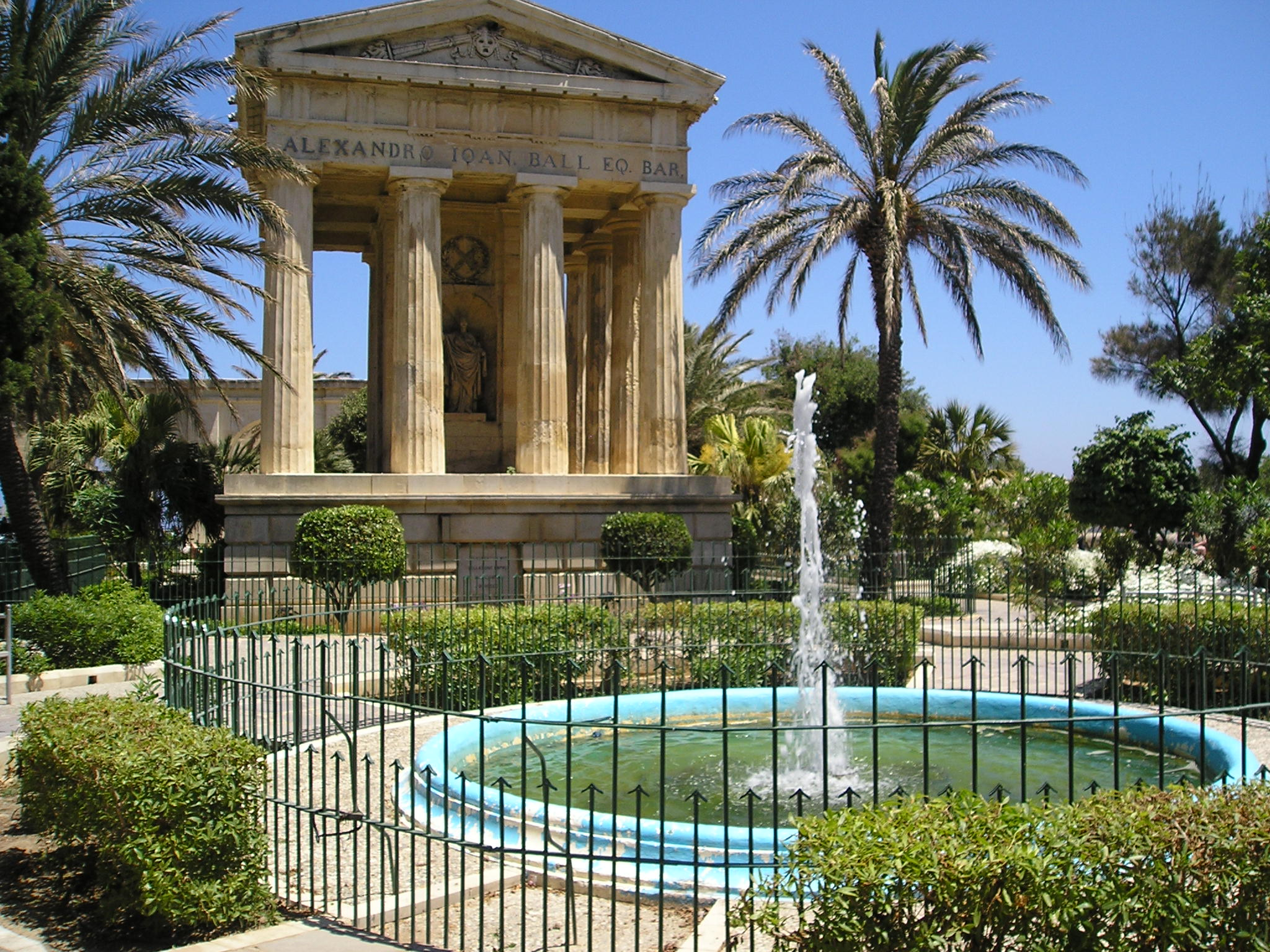
حدائق باراكا السفلى

منظر غراند هاربور (أل من شرفة الحديقة

حدائق باراكا السفلى (Lower Barakka Gardens) (Il-Barrakka t'Isfel) هي حديقة في فاليتا، مالطا، وهي توأمة مع حدائق باراكا العليا في نفس المدينة. توفر الحدائق إطلالة على جراند هاربور وحاجز الأمواج. ويشمل النصب التذكاري للسير ألكساندر بول، وهو معلم بارز على شكل معبد كلاسيكي جديد يقع في وسط الحديقة. بالإضافة إلى ذلك، تتميز منطقة التراس بعدد من اللوحات التذكارية المخصصة، من بين أمور أخرى، للثورة المجرية لعام 1956، ربيع براغ، جوزيبي غاريبالدي والذكرى الخمسين لتأسيس الاتحاد الأوروبي. يوجد أيضًا فيها تمثال.